# Jamie McDonnell
Jamie McDonnell est un boxeur anglais né le 30 mars 1986 à Doncaster.

## Carrière
Passé professionnel en 2005, il remporte le titre vacant de champion du monde poids coqs IBF le 11 mai 2013 après sa victoire aux points contre le mexicain Julio Ceja mais est destitué en octobre 2013 par cette fédération.